# Mali Kuskivți, Lanivți
Mali Kuskivți (în ucraineană Малі Кусківці) este un sat în orașul raional Lanivți din regiunea Ternopil, Ucraina.

## Demografie
Componența lingvistică a localității Mali Kuskivți
     Ucraineană (99,17%)
     Alte limbi (0,83%)
Conform recensământului din 2001, majoritatea populației localității Mali Kuskivți era vorbitoare de ucraineană (99,17%), existând în minoritate și vorbitori de alte limbi.